# إدي باول
إدي باول (بالإنجليزية: Eddie Paul)‏ هو مخترِع أمريكي، ولد في 30 مايو 1948 في سان فرانسيسكو في الولايات المتحدة.